# 川崎競輪場
川崎競輪場（かわさきけいりんじょう）は、神奈川県川崎市川崎区にある競輪場。施設所有および主な主催は川崎市。競技実施はJKA東日本地区本部南関東支部。電話投票での競輪場コードは34#。2017年よりトータリゼータエンジニアリングに包括委託して運営している。実況は東京電設工業で担当は特別競輪、記念競輪、FI開催は主に西山栄一、FII開催は主に佐藤聖、美甘伊織が担当している。

## 概要
川崎競輪場は1949年4月に開設された。
毎年4月に開設記念（GIII）の『桜花賞』が開催されており、2003年からは倉茂貞助と共に競輪の創設に尽力し、南関東自転車競技会副会長を務めた海老澤清（本名は「海老澤清文」）の功績を称え『桜花賞・海老澤清杯』として開催されている。一時期は特別競輪に近い開催として扱われたほど威厳ある記念競輪の一つであり、近年の優勝賞金は副賞の割増で規定より高額になることもある。なお2010年は時期移動で7月に『桜夏賞』として開催され、2011年の開催は東日本大震災による計画停電の影響を考慮して中止となり、2014年は時期移動で5月29日から6月1日までの開催、2023年度は改修工事の影響で2024年1月の開催、2026年度は12月の開催となった。また、2017年以降は4月の記念開催はナイター競輪として実施され、8月にもGIIIのナイター開催が追加された。
また過去には花月園競輪場の主催者であった神奈川県競輪組合も川崎競輪場で主催していたことから、2010年廃止となった花月園競輪場の記念競輪（GIII）を『花月園メモリアル』として2年に一度小田原競輪場と交代で代替開催し、2014年まで開催した。
S級シリーズとして現役時代は生涯先行一本として特別競輪を数多く制した地元出身の高原永伍を称え『高原永伍杯』も開催されている。また花月園競輪場で開催されていた『南関ヨコハマロイヤーズカップ』も当場に移動して開催されている。
1999年6月4日からは薄暮競走「サマータイム競輪」が実施され、2001年7月10日からはナイター競走『アーバンナイトレース（略称UNR）』に移行し実施された。また、2019年2月5日からミッドナイト競輪を開催している。
また2004年の7月からA級ツイントーナメントで前半戦｢ファーストステージ｣・後半戦｢セカンドステージ｣を実施していたが、2005年6月20日をもって終了した。
都心からも近い事に加え、人口密集地域に立地する事から、現在は入場者数日本一を誇る全国有数規模の競輪場である。特別競輪も過去に日本選手権競輪を3回、オールスター競輪を4回開催した。しかし昭和40年代頃に特別競輪だけでなく記念競輪においても観客が客席から走路に溢れ出す状況になっていたものの、敷地上は富士見公園内に所在していることから都市公園法により選手関係の施設や観戦スタンドの改修に制限があったため、1965年のオールスター競輪以降はGII以上のグレードレースを開催していなかったが、2005年8月には40年ぶりにGIIのサマーナイトフェスティバルが開催され、その後2009年と2016年の7月にもサマーナイトフェスティバルが開催された。そして2021年2月に56年ぶりのGIとなる読売新聞社杯全日本選抜競輪が開催された。なお、COVID-19の影響で無観客での開催として行われた。
また近年まで中央競馬などと同様に最終競走の1つ前にメイン競走が実施されていたが、これは来場客の帰宅を分散させ近隣の歩道橋などが滞らないようにしていたためであり、現在は他場同様にメイン競走は最終競走に実施している。
トータリゼータシステムは富士通フロンテックを採用しており、締め切り時（5分前）の音楽はヴィヴァルディの『春』を通年で使用している。
マスコットキャラクターはネコの 『九ちゃん』だが、名前の由来は川崎区出身の坂本九と、 競輪は9人戦が基本であることを掛けて命名された。2015年と2016年には『坂本九カップ』も開催されている。
2025年4月の記念競輪本場開催日の入場料（1人100円）を撤廃し、一般入場料を無料化した。

## チャリロト
2012年8月25日からの開催より、重勝式投票にあたるチャリロトが発売される。なお川崎は平塚競輪場・小田原競輪場・松山競輪場とキャリーオーバーを共有する『グループA』としての発売となり、キャリーオーバーの対象外であるチャリロト3は川崎の開催では発売されない。
2017年4月8日から場内のバックスタンドと西スタンドの2ヶ所に「チャリロトプラザ」がオープンし、会員登録により場内での重勝式購入が可能となっている。なおバックスタンド側は本場・場外の非開催日でも毎日昼間に営業している。なおナイター開催日は昼間より最終レースまでの営業となる。

## バンク特徴
一周400mの標準的なバンク。かつてのバンクはレムニスケート曲線のうえ直線部分が短く、さらにコーナーに差し掛かる部分のカーブが比較的急であったことから、選手からは「煎餅バンク」「四角いバンク」などと表現されていたが、後のバンク全面改修で曲線部分が大幅に改善されている。ややカント（傾斜）が大きいからかコーナーから捲りが決まりやすく、特に3-4コーナーからは選手が勢いをつけて最後の直線でよく伸びるので、後方にいてもチャンスはまだある。捲りが有利な展開が多いが最後の直線で後ろの選手数人に抜かれる「ズブズブ」を食らいやすく、自力型の選手には厳しいバンクといえる。
地理的に川崎区内全域が平地であることから海からの風が届きやすいが、かつてはホームスタンド以外の建物がそれ程高く無いので圧迫感はなく開放的で、風も吹いても渦巻く事はなかった。しかし2014年に西スタンド（後述）が完成したことから、スタンドの影響を受けないバック側が主に風の通り道となっている。
大型映像装置は2コーナー側に設置されている。バンク内側には陸上競技対応のミニトラックが敷設されているが、これは開設前の当地が陸上競技場だった名残りである。
バンクレコードは、10秒5（脇本雄太、2025年4月20日）。

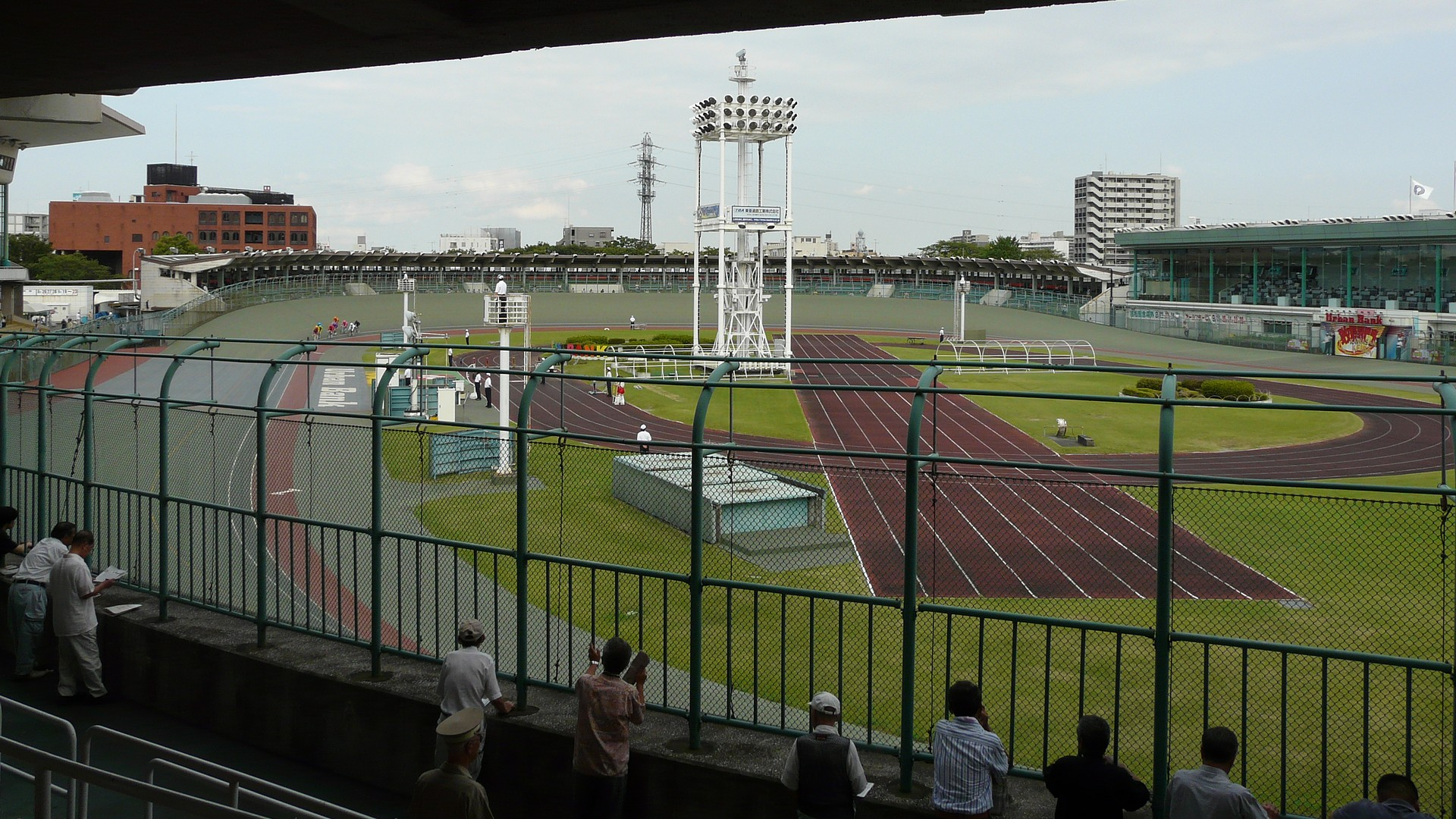
バンク
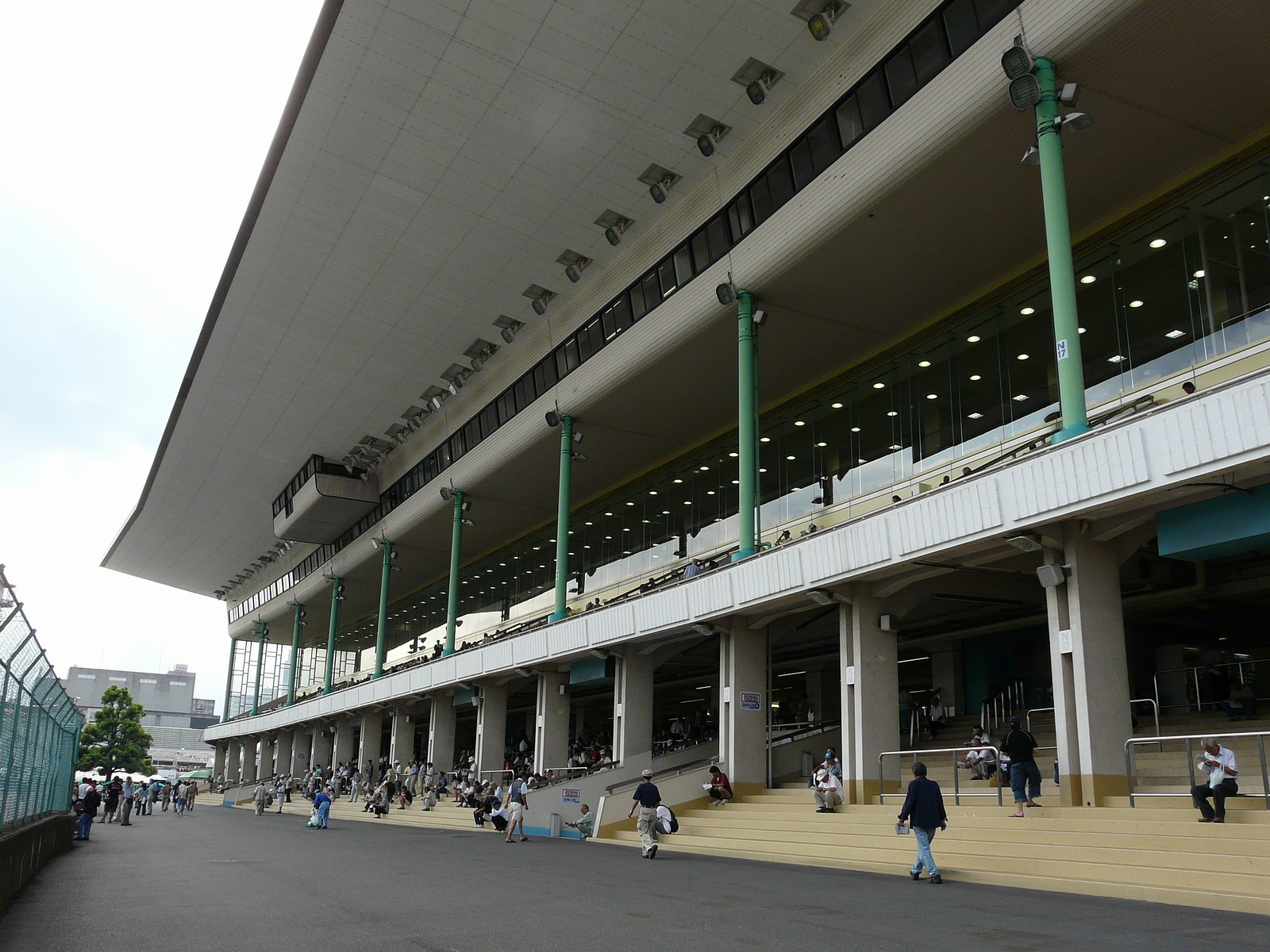
観客席
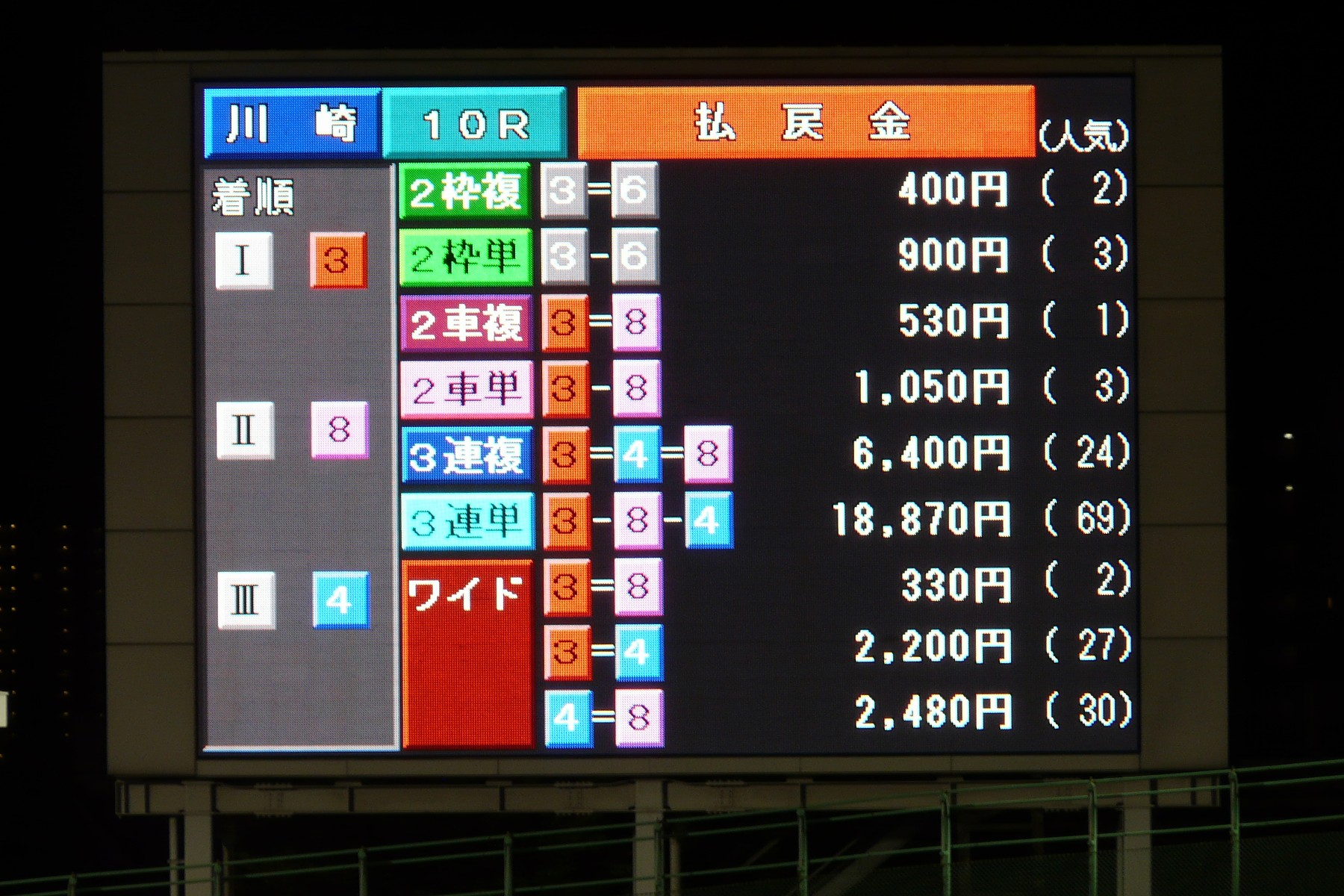
電光掲示板
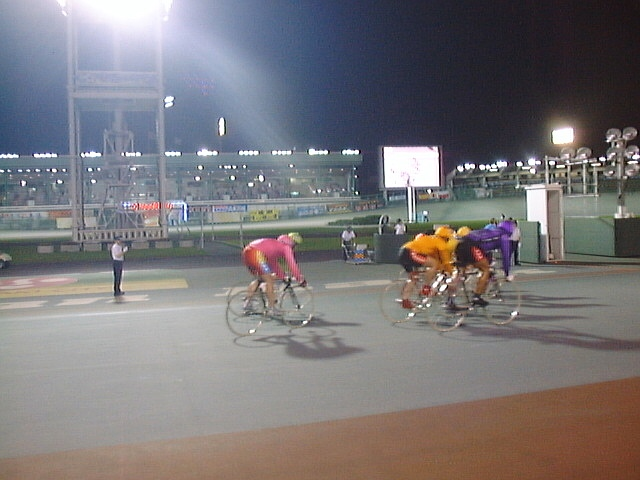
アーバンナイトレース

## 観戦スタンド
かつてはバンクを取り囲む様に観戦スタンドがあり、360度好きな所から観戦する事ができた。ただし以前は前出の法令によりスタンドの改修に制限がかかっていたため、大変古い建物もある。
そこで施設を所有する川崎市では法令の「建て直す事は許可がいる」を逆手に取り、「内装を変更する（つまりリフォーム）」で観戦設備の改修を行い、これによって旧発売窓口を利用したシアター指定席、短期間で建築物の新築とリフォームを二段階で行なったバック側特別観覧席、既存のホーム側特別観覧席にガラスをはめ込む工法で2006年4月に完成した新特別観覧席などを造成している。
ホームスタンドはグラウンドレベルと2階にそれぞれ開放型自由席があり、3階が特別観覧席になっている。ホームスタンドの4コーナー側の一部は閉鎖されており、4コーナー出口からゴール線先がバンク前観覧エリアとなっており、この範囲の外側フェンスはポリカーボネート板となっている。
2014年4月、1センターに西スタンドがオープンした。西スタンドのバンク側はベランダ形式で外でレースを観戦でき、バンク反対側にはイベントステージが設けられている。一方でバック側のスタンドは閉鎖されている。
2コーナー裏には天然石で作られたBMX・スケートボード施設の「川崎競輪パーク」が設置されている。

## 暴動
- 1950年（昭和25年）2月5日、八百長騒ぎが契機に暴動に発展。約2万人が場内に乱入する騒ぎとなった[11]。
- 1968年（昭和43年）3月8日、第7レースで6台が落車。レースが不成立になると、場内に居た1万9000人の観客が騒ぎ出して騒乱状態になった。第8レース以降は中止となったが約200人ほどが帰らずに居残り、駆け付けた警官隊に投石を繰り返したため2人が逮捕された。また、投石は競輪場横の道路を走行していた路線バスにも当たり、乗客1人が割れた窓ガラスで負傷している[12]。

## アクセス
- 川崎駅（JR東日本）東口または京急川崎駅中央口から東へ徒歩15分
  - 川崎アゼリア（川崎駅地下街）26番出口付近の21番乗り場から無料送迎バス（10時 - 15時）で約5分。
- 川崎鶴見臨港バス・川崎市バス 『競輪場前』停留所下車すぐ。
- 富士見公園および川崎富士見球技場の駐車場（無料）があるが収容台数は少ない。

## 場外車券売場
- ラ・ピスタ新橋 - 会員制（東京都港区。京王閣競輪場主催の東京都十一市競輪事業組合と共管）
- サテライト横浜 - 会員制（横浜市中区。2015年より小田原競輪場主催の小田原市・平塚競輪場主催の平塚市と共管）

## 他場との関係
観客の取り合い防止と施設駐車場割り当てなどの関係上、近隣の川崎競馬場との日程を調整しており、台風や降雪、その他不測の事態で延期になった場合を除いて、以前は基本的には同じ日に本場開催されることは無いようにしていた（ただし場外発売を除く）。
また、かつては近隣の花月園競輪場（2010年3月廃止）とも場外発売を含め、同じ日に開催されることはなかった。

## 歴代記念競輪優勝者
| 年        | 優勝者            | 登録地      |
| --------- | ----------------- | ----------- |
| 2002年    | 岡部芳幸          | 福島        |
| 2003年    | 小橋正義          | 岡山        |
| 2004年    | 池尻浩一          | 福岡        |
| 2005年    | 小野俊之          | 大分        |
| 2006年    | 新田康仁          | 静岡        |
| 2007年    | 山崎芳仁          | 福島        |
| 2008年    | 山崎芳仁          | 福島        |
| 2009年    | 村上義弘          | 京都        |
| 2010年    | 坂本亮馬          | 福岡        |
| 2011年    | 開催中止          | 開催中止    |
| 2012年    | 深谷知広          | 愛知        |
| 2013年    | 成田和也          | 福島        |
| 2014年    | 岩津裕介          | 岡山        |
| 2015年    | 諸橋愛            | 新潟        |
| 2016年    | 稲川翔            | 大阪        |
| 2017年    | 郡司浩平          | 神奈川      |
| 2018年    | 小原太樹          | 神奈川      |
| 2019年    | 郡司浩平          | 神奈川      |
| 2021年    | 郡司浩平          | 神奈川      |
| 2022年    | 郡司浩平 松浦悠士 | 神奈川 広島 |
| 2024年1月 | 郡司浩平          | 神奈川      |
| 同年4月   | 嘉永泰斗          | 熊本        |
| 2025年    | 郡司浩平          | 神奈川      |
| 2026年    |                   |             |

※1節4日間制開催となった、2002年4月以降の歴代記念競輪優勝者を列記。

### その他のG3
| 年     | 種別       | 開催名称                 | 優勝者   | 登録地 |
| ------ | ---------- | ------------------------ | -------- | ------ |
| 2004年 | ナイターG3 |                          | 大前寛則 | 岡山   |
| 2017年 | ナイターG3 | アーバンナイトカーニバル | 深谷知広 | 愛知   |
| 2018年 | ナイターG3 | アーバンナイトカーニバル | 荒井崇博 | 佐賀   |
| 2019年 | ナイターG3 | アーバンナイトカーニバル | 山岸佳太 | 茨城   |
| 2021年 | ナイターG3 | アーバンナイトカーニバル | 吉澤純平 | 茨城   |
| 2024年 | G3         | 大阪・関西万博協賛競輪   | 福田知也 | 神奈川 |

## 場内改修
かつて川崎競輪場を近隣の川崎競馬場内へ全面移転し、競馬場のトラック内地下に競輪用のバンクを造成する計画が持ち上がったが、これは競馬場所有のよみうりランドが難色を示したため実現しなかった。
2010年に川崎市は川崎競輪場の全面改修計画を発表したが、これは近隣の富士見公園と一体で敷地区分の整理を図ることや設備の刷新を目的としたもので、競輪場はコンパクト化されることになり、メインおよびバックのスタンドは現在のものを残すが、東側を大幅に縮小して公園敷地に転換し、バックスタンドの裏側に新しい選手宿舎を建設してGIクラスの特別競輪の誘致を図る。また西側はイベントステージとして全面刷新され、場内の飲食店も西側に移転する計画となっている。
工事は2012年6月より本格的に行われており。
2014年4月には先行して西スタンドが完成し、場内の飲食店が移転した。この後も工事を行い、2018年9月の正門リニューアルで完了した。